# Venter (Románia)
Venter falu Romániában, Bihar megyében, a Király-erdő alatt, a Topa patak mellett, Körösszáldobágytól északra.

## Története
Venter ősi püspöki birtok volt, nevét már 1349-ben említik az oklevelek Felventer néven. Ekkor a váradi 1. sz. püspök volt a település birtokosa. 1552-ben Vajda István is a birtokosa volt
Az 1800-as évek elején Venternek már a görögkatolikus püspök volt a földesura, s a birtokában volt még az 1900-as évek elején is. A településhez tartozott még Bratyest-puszta is.
A trianoni békeszerződés előtt Bihar vármegye magyarcsékei járásához tartozott.

## Nevezetességek
- Görögkatolikus temploma 1872-ben épült.